# Aterrizajes forzosos deliberados en cuerpos extraterrestres
Este tipo de impacto tiene la finalidad de destruir deliberadamente sondas espaciales (normalmente orbitadores o componentes de las mismas) contra sus objetivos de estudio, mediante aterrizajes forzosos, que pueden significar el fin de la misión y/o funcionalidad.
Su uso deriva en la necesidad de reducir el peligro de crear desechos espaciales orbitales y la contaminación planetaria. Además, brinda la oportunidad en algunos casos para la ciencia terminal, dado que la luz transitoria liberada por la energía cinética puede estar disponible para la espectroscopia; la eyección física permanece en su lugar para un estudio adicional.
En las misiones Apolo, varias etapas de cohetes se estrellaron deliberadamente en la Luna para ayudar a la investigación sísmica, y cuatro de las etapas de ascenso de los Módulos Lunares se estrellaron deliberadamente contra la Luna después de haber cumplido su misión principal.
Para el caso de la Luna, en total, al menos 47 cuerpos de cohetes de la NASA han impactado con el satélite natural, el último impacto controlado tuvo lugar el 4 de marzo de 2022.

## Aterrizajes/Impactos en cuerpos del Sistema Solar

### Mercurio
| Misión    | País/Agencia          | Fecha de aterrizaje/impacto    | Coordenadas                                                            | Comentario                                          |
| --------- | --------------------- | ------------------------------ | ---------------------------------------------------------------------- | --------------------------------------------------- |
| Messenger | Estados Unidos / NASA | 30 de abril de 2015, 19:26 UTC | Probablemente alrededor de 54.4° N, 149.9° W, cerca del cráter Janáček | Se estrelló intencionalmente al final de la misión. |

### Venus

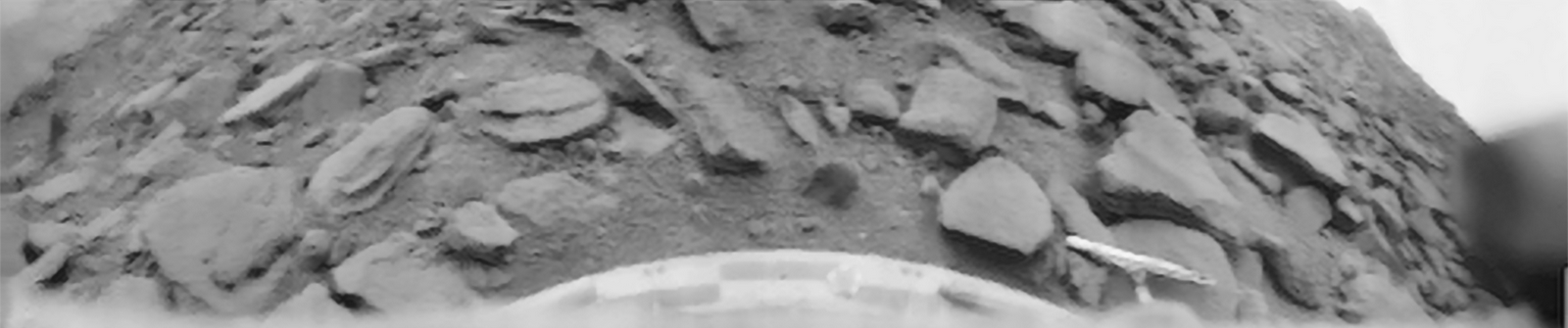
Primera fotografía de la superficie de Venus, capturada por la sonda Venera 9

| Misión        | País/Agencia          | Fecha de aterrizaje/impacto           | Comentario |
| ------------- | --------------------- | ------------------------------------- | --- |
| Venera 3      | Unión Soviética       | 1 de marzo de 1966                    | Primera sonda terrestre en impactar con otro planeta. El impacto ocurrió en las coordenadas 20°N 80°E                                                                                   |
| Venera 4      | Unión Soviética       | 18 de octubre de 1967, 04:34 UTC      | El aterrizaje ocurrió en las coordenadas 19°N 38°E (Región de Eisila), siendo la primera sonda exitosa en realizar análisis in situ del medio ambiente de otro planeta.                 |
| Venera 5      | Unión Soviética       | 16 de mayo de 1969, 06:54 UTC         | Entró en la atmósfera de Venus y transmitió datos a la Tierra durante 53 minutos mientras la cápsula bajaba en paracaídas.                                                              |
| Venera 6      | Unión Soviética       | 17 de mayo de 1969, 06:56 UTC         | Entró en la atmósfera de Venus y transmitió datos a la Tierra durante 51 minutos mientras la cápsula bajaba en paracaídas.                                                              |
| Venera 7      | Unión Soviética       | 15 de diciembre de 1970, 05:37:10 UTC | Primera nave espacial en enviar datos desde la superficie de otro planeta, tras un aterrizaje controlado.                                                                               |
| Venera 8      | Unión Soviética       | 22 de julio de 1972, 09:32 UTC        | Segunda nave espacial en enviar datos desde la superficie de otro planeta, tras un aterrizaje controlado. Transmitió datos a la Tierra durante 50 minutos y 11 segundos tras aterrizar. |
| Venera 9      | Unión Soviética       | 22 de octubre de 1975, 05:13 UTC      | Fue la primera misión en devolver imágenes de la superficie de otro planeta, en este caso, Venus.                                                                                       |
| Venera 10     | Unión Soviética       | 25 de octubre de 1975, 02:17 UTC      | Transmitió datos a la Tierra durante 65 minutos desde la superficie de Venus. |
| Venera 11     | Unión Soviética       | 25 de diciembre de 1978, 03:24 UTC    | Transmitió datos a la Tierra durante 95 minutos tras el aterrizaje. |
| Venera 12     | Unión Soviética       | 21 de diciembre de 1978 03:30 UTC     | Transmitió datos a la Tierra durante 110 minutos tras el aterrizaje. |
| Venera 13     | Unión Soviética       | 1 de marzo de 1982, 03:57:21 UTC      | Transmitió la primera grabación de sonidos reales de otro planeta, incluidos los sonidos del viento venusiano.                                                                          |
| Venera 14     | Unión Soviética       | 5 de marzo de 1982, 07:00:10 UTC      | Al igual que su antecesora, transmitió a la Tierra grabaciones de sonidos reales de Venus y además, midió la velocidad media del viento en la superficie venusiana.                     |
| Vega 1        | Unión Soviética       | 11 de junio de 1985, 03:02:54 UTC     | Aterrizó en una zona con una presión de 95 atmósferas terrestres y midió vientos horizontales de hasta 240 km/h a 0,6 km de altitud.                                                    |
| Vega 2        | Unión Soviética       | 15 de junio de 1985, 03:00:50 UTC     | Aterrizó al este de Afrodita Terra, donde se enfrentó a una temperatura de 463 °C. Transmitió datos a la Tierra durante 56 minutos tras el aterrizaje.                                  |
| Pioneer 12    | Estados Unidos / NASA | 22 de octubre de 1992                 | Desintegrado en la atmósfera de Venus. |
| Pioneer 13    | Estados Unidos / NASA | 9 de diciembre de 1978, 20:22:55 UTC  | Desintegrado en la atmósfera de Venus. |
| Magallanes    | Estados Unidos / NASA | 13 de octubre de 1994, 10:05:00 UTC   | Entrada controlada en la atmósfera de Venus |
| Venus Express | ESA                   | 18 de enero de 2015, 15:01:55 UTC     | Desintegrado en la atmósfera de Venus. |

### Luna
| Misión                                  | País/Agencia          | Fecha de aterrizaje/impacto            | Coordenadas                      | Comentario |
| --------------------------------------- | --------------------- | -------------------------------------- | -------------------------------- | --- |
| Luna 2                                  | Unión Soviética       | 13 de septiembre de 1959, 21:02:24 UTC | 29.1°N, -0°E                     | Impacto fuerte intencional. |
| Ranger 4                                | Estados Unidos / NASA | 26 de abril de 1962, 12:49:53 UTC      | 15.5°S 130.7°W                   | Impacto fuerte intencional. Una falla en la computadora a bordo provocó que la nave espacial se estrellara en el lado no visible de la Luna, sin devolver ningún dato científico.                         |
| Ranger 6                                | Estados Unidos / NASA | 2 de febrero de 1964, 09:24:32 UTC     | 9.4°N, 21.5°E                    | Impacto fuerte intencional. |
| Ranger 7                                | Estados Unidos / NASA | 31 de julio de 1964, 13:25:48 UTC      | 10.35°S 20.58°W                  | Impacto fuerte intencional. |
| Ranger 8                                | Estados Unidos / NASA | 20 de febrero de 1965, 09:57:36 UTC    | 2.72°N 24.61°E                   | Impacto fuerte intencional. |
| Ranger 9                                | Estados Unidos / NASA | 24 de marzo de 1965, 14:08:19 UTC      | 12.83°S 2.37°W                   | Impacto fuerte intencional. |
| Lunar Orbiter 1                         | Estados Unidos / NASA | 29 de octubre de 1966, 13:29 UTC       | 6.35°N 160.72°E                  | El orbitador lunar fue estrellado intencionalmente a final de la misión. |
| Hiten                                   | Japón                 | 10 de abril de 1993, 18:03:25 UTC      | 34.3°S 55.6°E                    | El orbitador lunar fue estrellado intencionalmente a final de la misión. |
| Lunar Prospector                        | Estados Unidos / NASA | 31 de julio de 1999, 10:28 UTC         | 87.7°S 42.1°E                    | El orbitador lunar fue estrellado intencionalmente a final de la misión para probar la liberación de vapor de agua (no detectado).                                                                        |
| SMART-1                                 | ESA                   | 3 de septiembre de 2006, 05:42:22 UTC  | 34.262°S 46.193°O                | El orbitador lunar fue estrellado intencionalmente a final de la misión. |
| Sonda de impacto lunar de Chandrayaan-1 | India / ISRO          | 14 de noviembre de 2008, 15:01 UTC     | Jawahar Point, cráter Shackleton | La sonda de impacto lunar detecto la presencia de agua en el polo sur lunar. |
| SELENE Rstar (Okina)                    | Japón                 | 12 de febrero de 2009, 10:46 UTC       | Cráter Mineur D                  | El orbitador lunar fue estrellado intencionalmente a final de la misión. |
| Chang'e 1                               | China                 | 1 de marzo de 2009, 08:13:10 UTC       | 1.50°S 52.36°E                   | El orbitador lunar fue estrellado intencionalmente a final de la misión. |
| SELENE                                  | Japón                 | 10 de junio de 2009, 18:25 UTC         | Cráter Gill                      | El orbitador lunar fue estrellado intencionalmente a final de la misión. |
| LCROSS                                  | Estados Unidos / NASA | 9 de octubre de 2009, 11:37 UTC        | 84.675°S 48.725°O                | La nave principal voló a través de la columna de polvo lunar creada por su propia etapa superior de cohetes que recopilaba datos, y al impactar, confirmaron la presencia de agua en el lugar de impacto. |
| Longjiang 2                             | China                 | 31 de julio de 2019                    | 16.6956°N 159.5170°E             | Micro-satélite fue estrellado intencionalmente a final de la misión. |
| Chang'e 5 (etapa de ascenso)            | China                 | 6 de diciembre de 2020, 22:49 UTC      | 30°S 0°E                         | Impacto intencional de la etapa de ascenso después de entregar la muestra al orbitador. |

### Marte
| Misión                   | País/Agencia          | Fecha de aterrizaje/impacto | Coordenadas                                  | Comentario                                                                      |
| ------------------------ | --------------------- | --------------------------- | -------------------------------------------- | ------------------------------------------------------------------------------- |
| MSL (Curiosity) Skycrane | Estados Unidos / NASA | 6 de agosto de 2012         | Desembarco de Bradbury 4.5859°N 137.4312°E   | Campo de escombros creado por el escudo térmico, Sky Crane y otros componentes. |
| Mars 2020 Skycrane       | Estados Unidos / NASA | 18 de febrero de 2021       | Octavia E. Butler Landing 18.453°N 77.4504°E | Campo de escombros creado por el escudo térmico, Sky Crane y otros componentes. |

### Cometas

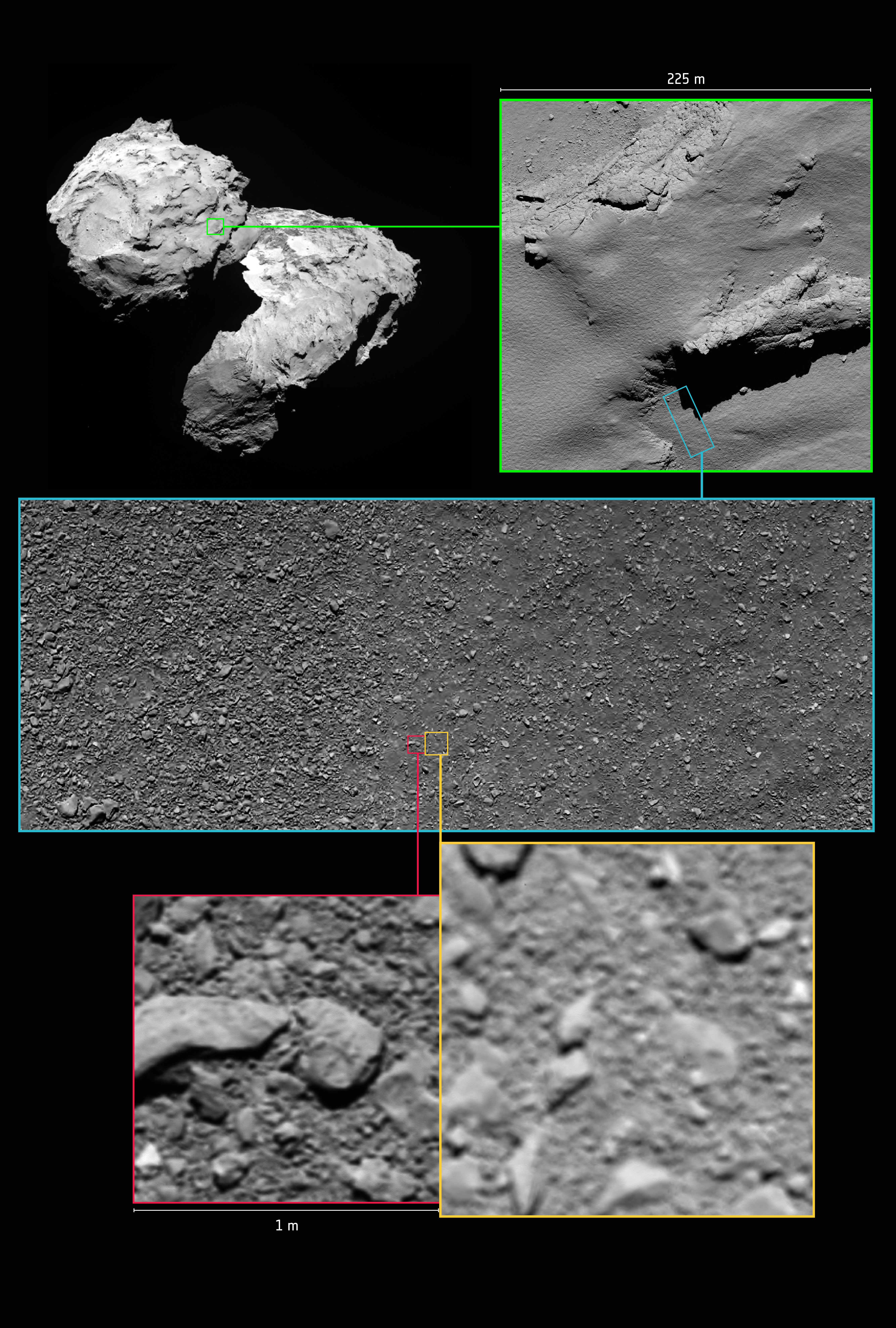
Las últimas imágenes de Rosetta antes de impactar con el cometa 67P/Churyumov-Gerasimenko

| Misión      | País/Agencia          | Fecha de aterrizaje/impacto | Objetivo                  | Comentario |
| ----------- | --------------------- | --------------------------- | ------------------------- | --- |
| Deep Impact | Estados Unidos / NASA | 4 de julio de 2005          | Tempel 1                  | El "Smart Impactor" tenía una carga útil de 100 kg de cobre, que a su velocidad de cierre 10,2 km/s tenía la energía cinética equivalente a 4,8 toneladas de TNT. |
| Rosetta     | ESA                   | 30 de septiembre de 2016    | 67P/Churyumov-Gerasimenko | Fue estrellado intencionalmente a final de la misión. |

### Asteroides

Impacto de DART al asteroide Dimorphos

| Misión                                            | País/Agencia          | Fecha de aterrizaje/impacto         | Objetivo  | Comentario |
| ------------------------------------------------- | --------------------- | ----------------------------------- | --------- | --- |
| Prueba de redirección de asteroides dobles (DART) | Estados Unidos / NASA | 26 de septiembre de 2022, 23:14 UTC | Dimorphos | Primera vez que la humanidad modifica deliberadamente el movimiento de objeto fuera de nuestro planeta y la primera demostración a gran escala de tecnología de deflexión de asteroides. |
| NEAR Shoemaker                                    | Estados Unidos / NASA | 12 de febrero de 2001               | Eros      | La sonda aterrizó en la superficie del asteroide. |

### Júpiter
| Misión                    | País/Agencia          | Fecha de aterrizaje/impacto | Comentario                            |
| ------------------------- | --------------------- | --------------------------- | ------------------------------------- |
| Sonda atmosférica Galileo | Estados Unidos / NASA | 7 de diciembre de 1995      | Funcionó durante 57,6 minutos.        |
| Galileo                   | Estados Unidos / NASA | 21 de septiembre de 2003    | Desintegrado en la atmósfera joviana. |

### Saturno
| Misión  | País/Agencia          | Fecha de aterrizaje/impacto            | Coordenadas | Comentario                                    |
| ------- | --------------------- | -------------------------------------- | ----------- | --------------------------------------------- |
| Cassini | Estados Unidos / NASA | 15 de septiembre de 2017, 11:55:46 UTC | 9.4°N. 53°O | Entrada controlada en la atmósfera de Saturno |